# 库萨县
库萨县（英語：Coosa County）是位于美国亚拉巴马州中部的一个县，县治罗克福德。根据美国人口调查局2000年统计，共有人口12,202，其中白人占63.94%、非裔美国人占34.19%。
32°56′11″N 86°14′47″W / 32.936388888889°N 86.246388888889°W